# آبشار دهوئاندهار
آبشار دهوئاندهار (به انگلیسی: Dhuandhar Falls) آبشاری است که در  مادایا پرادش، هند واقع شده و ارتفاع کلی ریزشگاه آن ۳۰ متر (۹۸ فوت) است.

## نگارخانه

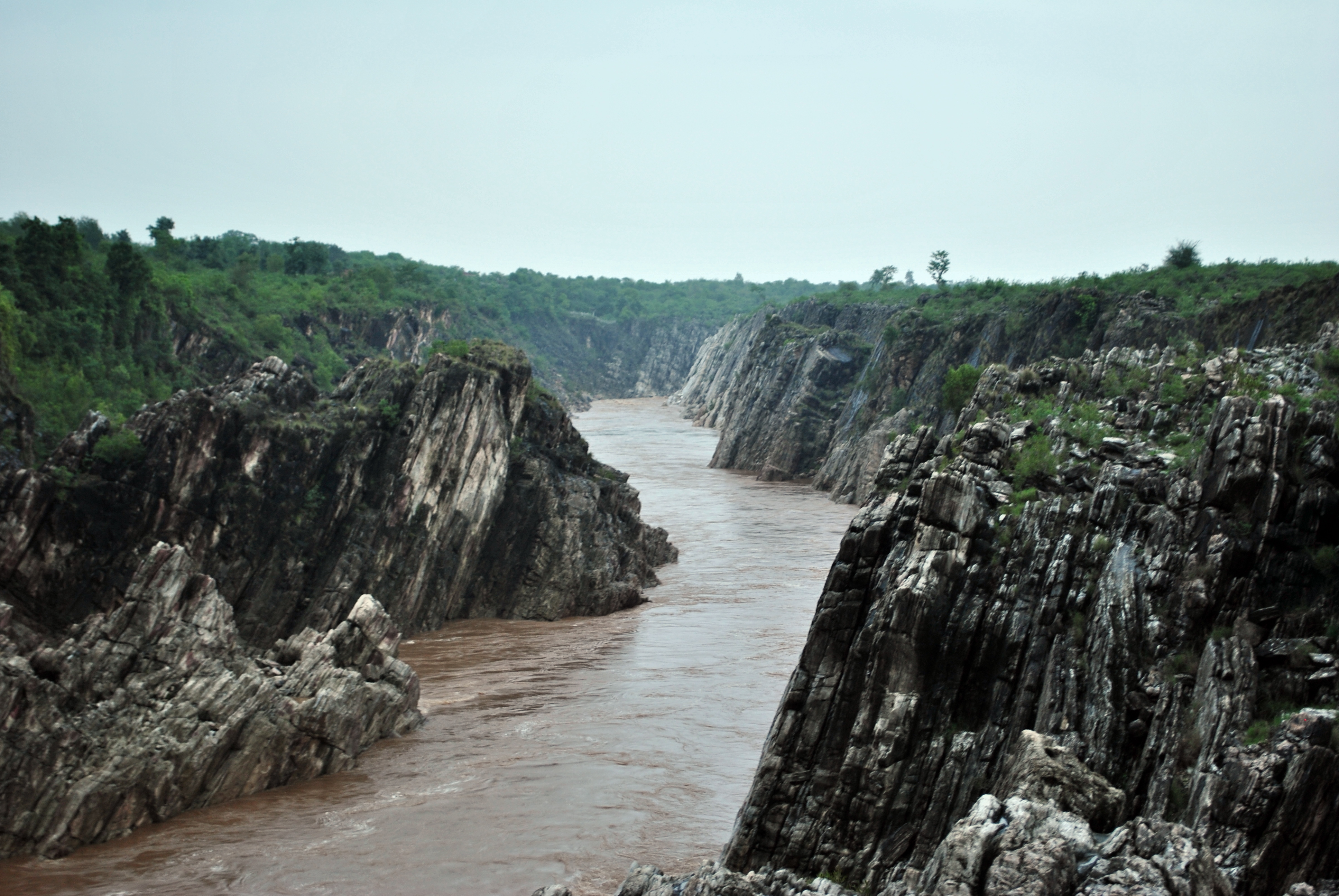